# دژ سلجوقی
ارک سلجوقی در نزدیکی صفائیه (محله) شهر ری و دژ رشکان کوه بی بی شهر بانو قرار دارد.

## در آستانه نابودی
ارگ سلجوقی، بنای هم جوار دژ رشکان است.
از جنوب کارخانه سیمان ری و از اطراف مورد تعرض زمین های کشاورزی و از داخل دژ تحت تصرف و نابودی معتادان و افراد بزهکار است.
گمانه زنی‌های تاریخی می‌گویند که ارگ سلجوقی احتمالا همان دارالاماره یا سرای ایالت بوده که در متون هم عصرش بارها از آن نام برده شده است. این ارگ از خشت و چینه ساخته شده که امروزه تنها دیواره و ضلع شمالی استحکاماتش باقی مانده است که امروز همین اندک بقایای به جای مانده نیز به دست معتادان زیر و رو می‌شود.
سرنگ، سیگار، پتوی پاره و یک زیر انداز و گاهی پارچه‌ای که بر در حفره ای از ارگ آویخته شده تا چشم بد را از این بنای محقر تاریخی دور کند. وجه اشتراک سرنوشت ارگ سلجوقی و دژ رشکان تبدیل شدن آن‌ها از یک بنای پادشاهی به یک بیغوله کارتن خواب نشین است. ویرانه‌هایی خشت و گلی که مسافرخانه یک شبه و سر راهی معتادان تهران است و روز هم نگهبان چند پتو و سرنگ.